# 北列治文 (加利福尼亞州)
北列治文（英語：North Richmond）是位於美國加利福尼亞州康特拉科斯塔縣的一個人口普查指定地區。

## 地理
北列治文的座標為37°57′32″N 122°22′03″W / 37.95889°N 122.36750°W，而該地最高點為海拔高度5米（即16英尺）。

## 人口
根據2010年美國人口普查的數據，北列治文的面積為4.012平方千米，當中陸地面積為3.648平方千米，而水域面積為0.364平方千米。當地共有人口3717人，而人口密度為每平方千米926人。